# Apsurdistan
Apsurdistan je šesti studijski album bosanskohercegovačkog glazbenog sastava Dubioza kolektiv iz 2013. godine. Snimanje albuma počelo je u rujnu 2012. godine i završilo u veljači 2013. godine, te je izdan 15. travnja. Album se sastoji od 10 pjesama sa 3 gostujuća glazbenika; grupa La Plebe na pjesmi »99%«, Lučić i Dežulović na pjesmi »K.P. dom« i grupe Atheist Rap i Hladno pivo na obradi pjesme »Sjećam se« KUD Idijota. Na pjesmi se nalazi i hit »Kažu«, čiji spot ima 57 milijuna pregleda na YouTubeu te je najgledaniji videozapis na YouTube kanalu Dubioze.

## Ime i omot
Album je nazvan po satiričnom izrazu »Absurdistan« za državu gdje je besmislica normala zbog vlasti u državi, često korišten za postkomunističke države. Na omotu albuma je inačica grba »Apsurdistana« koji simbolizira brojne ideologije kao temelj za društveno-političko uređenje te imaginarne države, »kombiniran s elementima koji na slikovit način predstavljaju stanovnike Apsurdistana i njihove navike, uvjerenje i sistem vrijednosti.« Središnji oblik grba je noj s glavom u pijesku koji simbolizira kako je izmišljenom narodu Apsurdistana »draže sve ignorirati nego se postaviti.« Post-tranzicijsko društvo Apsurdistana se pogršava svakim danom i »sve više liči na montipajtonovski skeč.« Teritorij Apsurdistana često se širi ili smanjuje na temelju prisutnoj količini gluposti.

## Popis pjesama
| Br. | Skladba           | Tekstopisac    | Izvođači                                   | Trajanje |
| --- | ----------------- | -------------- | ------------------------------------------ | -------- |
| 1.  | »Tranzicija«      |                | Dubioza kolektiv                           |          |
| 2.  | »Prvi maj«        |                | Dubioza kolektiv                           |          |
| 3.  | »Kažu«            |                | Dubioza kolektiv                           |          |
| 4.  | »Volio BiH«       |                | Dubioza kolektiv                           |          |
| 5.  | »Kupi«            |                | Dubioza kolektiv                           |          |
| 6.  | »Krivo je more 2« |                | Dubioza kolektiv                           |          |
| 7.  | »Brijuni«         |                | Dubioza kolektiv                           |          |
| 8.  | »99%«             |                | Dubioza kolektiv, La Plebe                 |          |
| 9.  | »K.P. dom«        |                | Dubioza kolektiv, Lučić & Dežulović        |          |
| 10. | »Sjećam se«       | K.U.D. Idijoti | Dubioza kolektiv, Hladno pivo, Atheist Rap |          |

## Vanjske poveznice
- Apsurdistan na web-stranici Dubioze